# International Press Institute
International Press Institute (IPI) é uma organização internacional realizada com o objetivo de promover a liberdade e a segurança na mídia internacional.
Foi fundada em outubro de 1950, e possui membros em mais de 120 países.